# Jeremiasz (Anchimiuk)
Jeremiasz, imię świeckie Jan Anchimiuk (ur. 3 października 1943 w Odrynkach, zm. 17 kwietnia 2017 we Wrocławiu) – polski duchowny prawosławny, arcybiskup, ordynariusz diecezji wrocławsko-szczecińskiej Polskiego Autokefalicznego Kościoła Prawosławnego. W latach 1996–2002 i 2008–2012 rektor Chrześcijańskiej Akademii Teologicznej w Warszawie. Prezes Polskiej Rady Ekumenicznej w latach 2001–2016. Był współprzewodniczącym Komisji Wspólnej Przedstawicieli Rządu RP i Polskiej Rady Ekumenicznej.

## Życiorys

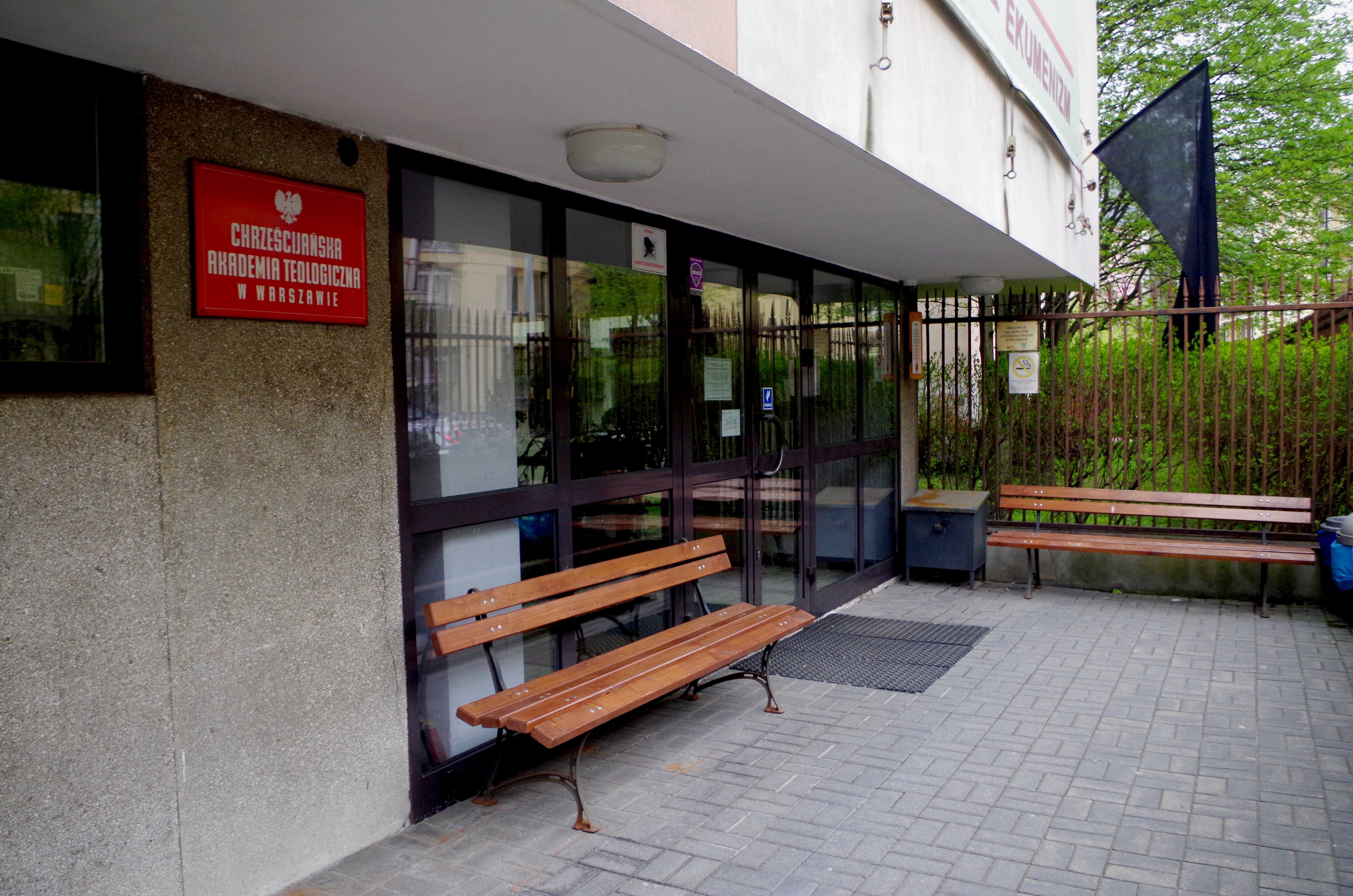
Czarna flaga-żałobna na budynku Chrześcijańskiej Akademii Teologicznej w Warszawie po śmierci abp prof. dr hab. Jeremiasza Jana Anchimiuka

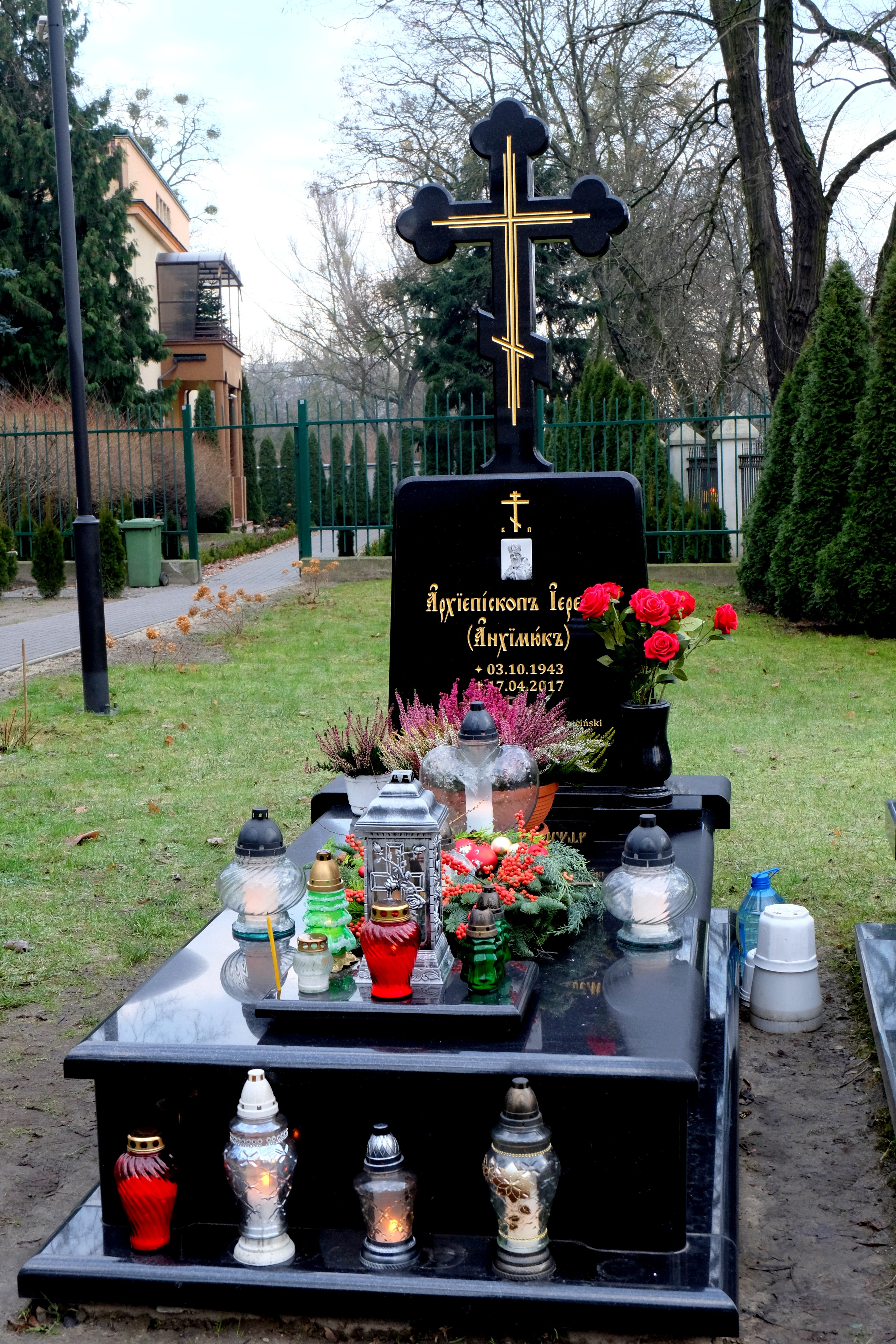
Grób abp Jeremiasza na Cmentarzu prawosławnym na Woli w Warszawie

Urodził się we wsi Odrynki, w prawosławnej rodzinie należącej do parafii w Narwi.

### Wykształcenie i kariera naukowa
W 1957 rozpoczął naukę w Prawosławnym Seminarium Duchownym w Warszawie, które ukończył cztery lata później. Następnie podjął wyższe studia w zakresie teologii prawosławnej w Chrześcijańskiej Akademii Teologicznej, uzyskując dyplom magistra w 1965 za pracę poświęconą ujęciu problemu grzechu pierworodnego i zbawienia w tekstach rosyjskich dwudziestowiecznych teologów prawosławnych. Następnie wyjechał na stypendium do Zagorska, do Moskiewskiej Akademii Duchownej, gdzie przez rok pracował nad opracowaniem tematu wcielenia w myśli Ojców Kościoła pierwszych trzech stuleci. Od 1966 do 1968 studiował w Zurychu, gdzie zajmował się badaniami wpływu poglądów Junga na prawosławną teologię oraz zgłębiał problemy najnowszych studiów nad Nowym Testamentem.
Po powrocie do Polski podjął pracę wychowawcy w internacie prawosławnego seminarium duchownego w Warszawie oraz wykładowcy Starego i Nowego Testamentu w tejże szkole. Został zatrudniony również przez Chrześcijańską Akademię Teologiczną jako asystent w katedrze Pisma Świętego Nowego Testamentu. Ponadto od 1971 do 1976 był redaktorem naczelnym oficjalnego organu prasowego PAKP Wiadomości Polskiego Autokefalicznego Kościoła Prawosławnego. W 1975 reprezentował Kościół na V Zgromadzeniu Ogólnym Światowej Rady Kościołów w Nairobi, gdzie wybrano go do komitetu naczelnego Rady.
W 2008 dziennik Rzeczpospolita podał, iż według dokumentów zgromadzonych w IPN, od 15 grudnia 1973 Jan Anchimiuk świadomie współpracował z SB jako TW „Janek”.
22 lutego 1977 uzyskał stopień naukowy doktora za pracę zestawiającą niektóre kierunki najnowszej egzegezy biblijnej z egzegezą Orygenesa. Trzy lata później otrzymał stopień naukowy doktora habilitowanego na podstawie dorobku naukowego oraz rozprawy habilitacyjnej pt. „Aniołów sądzić będziemy”. Elementy antropologii i angelologii w pierwszym liście św. Apostoła Pawła do Koryntian (Wydawnictwo ChAT, Warszawa 1981). W 1981 został kierownikiem katedry Egzegezy Nowego Testamentu na ChAT.
W 1996 został po raz pierwszy wybrany na rektora Chrześcijańskiej Akademii Teologicznej i sprawował tę funkcję łącznie przez trzy kadencje.

### Służba kapłańska
2 lutego 1983 metropolita warszawski i całej Polski Bazyli (Doroszkiewicz) wyświęcił go na diakona, zaś 9 lutego tego samego roku – na kapłana. 26 lutego 1983 Jan Anchimiuk złożył wieczyste śluby mnisze, przyjmując imię zakonne Jeremiasz. 6 marca tego samego roku otrzymał godność archimandryty. Pięć dni później Święty Sobór Biskupów PAKP nominował go na biskupa pomocniczego diecezji warszawsko-bielskiej z tytułem biskupa bielskiego. Chirotonia biskupia miała miejsce 13 marca 1983 w soborze św. Marii Magdaleny w Warszawie. Jako konsekratorzy wzięli w niej udział metropolita Bazyli, biskup białostocki i gdański Sawa (Hrycuniak), biskup łódzki i poznański Szymon (Romańczuk) oraz biskup przemyski i nowosądecki Adam (Dubec).
W lipcu 1983, za zgodą Urzędu ds. Wyznań, objął wakującą katedrę wrocławsko-szczecińską. Jego uroczysta intronizacja odbyła się 20 i 21 września tego roku. Również w 1983 był członkiem Rady Krajowej PRON.
Jako biskup wrocławski i szczeciński przyczynił się do wzniesienia na terytorium diecezji kilku nowych obiektów sakralnych. Współtworzył Bractwo Młodzieży Prawosławnej.
W 1997 otrzymał godność arcybiskupa.
Zmarł 17 kwietnia 2017 we Wrocławiu o 1:50 w nocy z Wielkiejnocy na Poniedziałek Wielkanocny. Został pochowany 19 kwietnia na cmentarzu prawosławnym w Warszawie. W uroczystościach pogrzebowych wzięli udział między innymi przedstawiciele Kościołów zrzeszonych w Polskiej Radzie Ekumenicznej, w tym bp Maria Karol Babi, bp Marek Izdebski, bp Jerzy Samiec, pastor Mateusz Wichary i bp Wiktor Wysoczański, a także przedstawiciele Kościoła Rzymskokatolickiego, w tym przewodniczący Rady Konferencji Episkopatu Polski ds. Ekumenizmu bp Krzysztof Nitkiewicz oraz biskupi Michał Janocha i Grzegorz Ryś. Chrześcijańską Akademię Teologiczną w Warszawie reprezentował rektor ks. prof. Bogusław Milerski.

### Działalność ekumeniczna
Był aktywnym uczestnikiem dialogu ekumenicznego w Polsce i w skali międzynarodowej. W latach 2001–2016 pełnił funkcję prezesa Polskiej Rady Ekumenicznej. Był jednym z tłumaczy Ekumenicznego Przekładu Przyjaciół.

## Wyróżnienia i odznaczenia
10 października 2013 Chrześcijańska Akademia Teologiczna w Warszawie urządziła uroczyste obchody 70. rocznicy urodzin Arcybiskupa Jeremiasza, których szczytowym punktem było wręczenie Jubilatowi publikacji okolicznościowej: Ku Słowu, ku Kościołowi, ku światu. Księga pamiątkowa ofiarowana Arcybiskupowi Jeremiaszowi (Janowi Anchimiukowi) w 70. rocznicę urodzin, pod redakcją Kaliny Wojciechowskiej i Wsiewołoda Konacha.
W 2014 Senat ChAT nadał mu Medal za Zasługi dla Chrześcijańskiej Akademii Teologicznej w Warszawie.